# Covaxin
Covaxin (kódové označení BBV152) je inaktivovaná kandidátní vakcína proti nemoci covid-19 vyvinutá společností Bharat Biotech ve spolupráci s Indickou radou lékařského výzkumu – Národním virologickým ústavem.
V říjnu 2021 dostalo Covaxin 110,6 milionů lidí v Indii. Dne 3. listopadu 2021 schválila Světová zdravotnická organizace vakcínu pro nouzové použití.

## Účinnost
Vakcína je obecně považována za účinnou, pokud je odhad ≥50 % s >30 % spodním limitem 95% intervalu spolehlivosti. Účinnost úzce souvisí s efektivitou, u které se obecně očekává, že se postupem času snižuje.
V červenci 2021 společnost Bharat Biotech oznámila, že vakcína je účinná ze 64 % (interval spolehlivosti 95 %, 29–82 %) proti asymptomatickým případům, ze 78 % (65–86 %) proti symptomatickým případům, z 93 % (57–100 %) proti těžké infekci a ze 65 % (33–83 %) proti variantě Delta. Dne 21. listopadu klinická studie fáze 3 zahrnující 25 798 účastníků ohlásila celkovou účinnost 77,8 % (interval spolehlivosti 95 %, 65,2–86,4 %) při prevenci symptomatické infekce.

## Výroba
Jako inaktivovaná vakcína používá Covaxin tradičnější technologii, která je podobná inaktivované vakcíně proti dětské obrně. Vzorek SARS-CoV-2 byl izolován indickým Národním virologickým institutem. Tento vzorek je použit k pěstování velkého množství viru pomocí vero buněk. Poté jsou viry nasakovány beta-propiolaktonem, který je deaktivuje vazbou na jejich geny, zatímco ostatní virové částice zůstávají nedotčené. Výsledné inaktivované viry jsou poté smíchány s přídavkem na bázi hliníku Alhydroxiquim-II.
Tuto kandidátní vakcínu vyrábí společnost Bharat Biotech pomocí vlastní platformy pro výrobu vero buněk, která má kapacitu dodávat asi 300 milionů dávek. Společnost je v procesu zakládání druhého závodu ve svém zařízení Genome Valley v Hajdarábádu na výrobu Covaxinu. Firma ve spolupráci s vládou Urísy zakládá další zařízení v Odisha Biotech Park v Bhuvanešváru, aby zahájila produkci Covaxinu do června 2022. Kromě toho také společnost prozkoumává možnosti globální výroby Covaxinu.
V prosinci 2020 uzavřela firma Ocugen partnerství s firmou Bharat Biotech za účelem společného vývoje a výhradního práva komerčního poskytování Covaxinu na americkém trhu; v červnu 2021 bylo partnerství rozšířeno i na Kanadu. V lednu 2021 společnost Precisa Med uzavřela dohodu se společností Bharat Biotech o dodávkách Covaxinu do Brazílie.
V květnu 2021 společnost Haffkine Bio-Pharmaceutical Corporation Limited z Haffkinova institutu uzavřela formální dohodu se společností Bharat Biotech a oznámila, že po získání podpory vlády státu Maháráštra a schválení od indické vlády zahájí výrobu Covaxinu. Společnost Indian Immunologicals Limited podepsala se společností Bharat Biotech obchodní dohodu na výrobu nezbytné složky vakcíny. Společnost Bharat Immunologicals and Biologicals Corporation (BIBCOL) bude také vyrábět vakcínu.

## Historie

### Klinické testy

#### Fáze I a II klinických testů
V květnu 2020 Národní virologický institut Indické rady lékařského výzkumu schválil a poskytl virové kmeny pro vývoj úplně původní vakcíny proti nemoci covid-19. V červnu 2020 společnost obdržela od Indického generálního lékového kontrolora povolení k provádění klinický testů fáze I a fáze II na lidech pro vývoj vakcíny na covid-19 s kódovým označením BBV152. Indická rada pro lékařský výzkum vybrala celkem 12 míst pro fáze I a II randomizované, dvojitě zaslepené a placebem kontrolované klinické studie této kandidátní vakcíny.
V lednu 2021 společnost zveřejnila výsledky klinické studie fáze I v týdeníku The Lancet. Dne 8. března 2021 byly v The Lancet zveřejněny výsledky fáze II. Výsledky testů během fáze II vykazovaly vyšší imunitní odpověď a vyvolaly odpověď T-buněk. Za tyto výsledky mohl rozdíl v dávkovacím režimu proti fázi I. Dávky ve fázi II byly podávány v intervalu 4 týdnů na rozdíl od 2 týdnů ve fázi I. Neutralizační účinky vakcíny byly ve fázi II významně vyšší.

#### Fáze III klinických testů
V listopadu 2020 získal Covaxin povolení k provádění klinických testů fáze III na lidech po dokončení fáze I a II. Randomizovaná, dvojitě zaslepená, placebem kontrolovaná studie mezi dobrovolníky ve věkové skupině 18 let a výše začala 25. listopadu a zúčastnilo se jí asi 26 000 dobrovolníků z 22 míst v Indii. Míra odmítnutí klinických testů fáze III byla mnohem vyšší než u fáze I a fáze II. V důsledku toho bylo do 22. prosince přijato pouze 13 000 dobrovolníků. Do 5. ledna se počet zvýšil na 23 000.
Na jednom ze zkušebních míst v Bhópálu bylo hlášeno více etických přestupků, což teoreticky ovlivňuje kvalitu celkových dat.
Dne 3. července 2021 společnost Bharat Biotech oznámila, že dokončila analýzu klinických studií fáze III a zveřejnila údaje o účinnosti v preprintu medRxiv.

#### Fáze IV klinických testů
V červnu 2021 společnost Bharat Biotech oznámila zahájení zkoušek fáze IV, aby se vyhodnotila účinnost vakcíny v reálném světě. K dokončení této fáze by mělo dojít v prosinci 2021.

#### Testy s nezletilými
V květnu 2021 schválil Indický generální lékový kontrolor (DCGI) klinické studie pro věkové skupiny 2 až 18 let. Zkoušky se provádějí v institutu AIIMS Dillí a Patna. V institutu AIIMS Patna se přihlásilo 54 dětí. Podle údajů z klinických studií je do studie zařazeno celkem 525 účastníků.

#### Varianty
V prosinci 2020 byla ve Spojeném království identifikována varianta Alpha označená jako B.1.1.7. Byla provedena in vitro studie této varianty a předběžné výsledky ukazují, že Covaxin je účinný při neutralizaci tohoto kmene.
V dubnu 2021 oznámila Inndická rada lékařského výzkumu, že vakcína vykazuje slibné výsledky při neutralizaci varianty delta B.1.617.
V květnu 2021 společné vyšetřování vědců z indického Národního virologického institutu zjistilo, že vakcína je účinná při neutralizaci varianty Zeta a linie P.2 (dříve známé jako B.1.1.28).
V červnu 2021 skupina výzkumníků z Národního virologického institutu shromáždila séra uzdravených pacientů a lidí, kteří dostali Covaxin. Zjistili, že vakcína je účinná při neutralizaci variant Delta (B.1.617.2) a Beta (B.1.351). Později americký Národní institut zdraví také schválil závěry o přídavné látce vyvinuté za pomocí jeho financování.

### Povolení

#### Indie

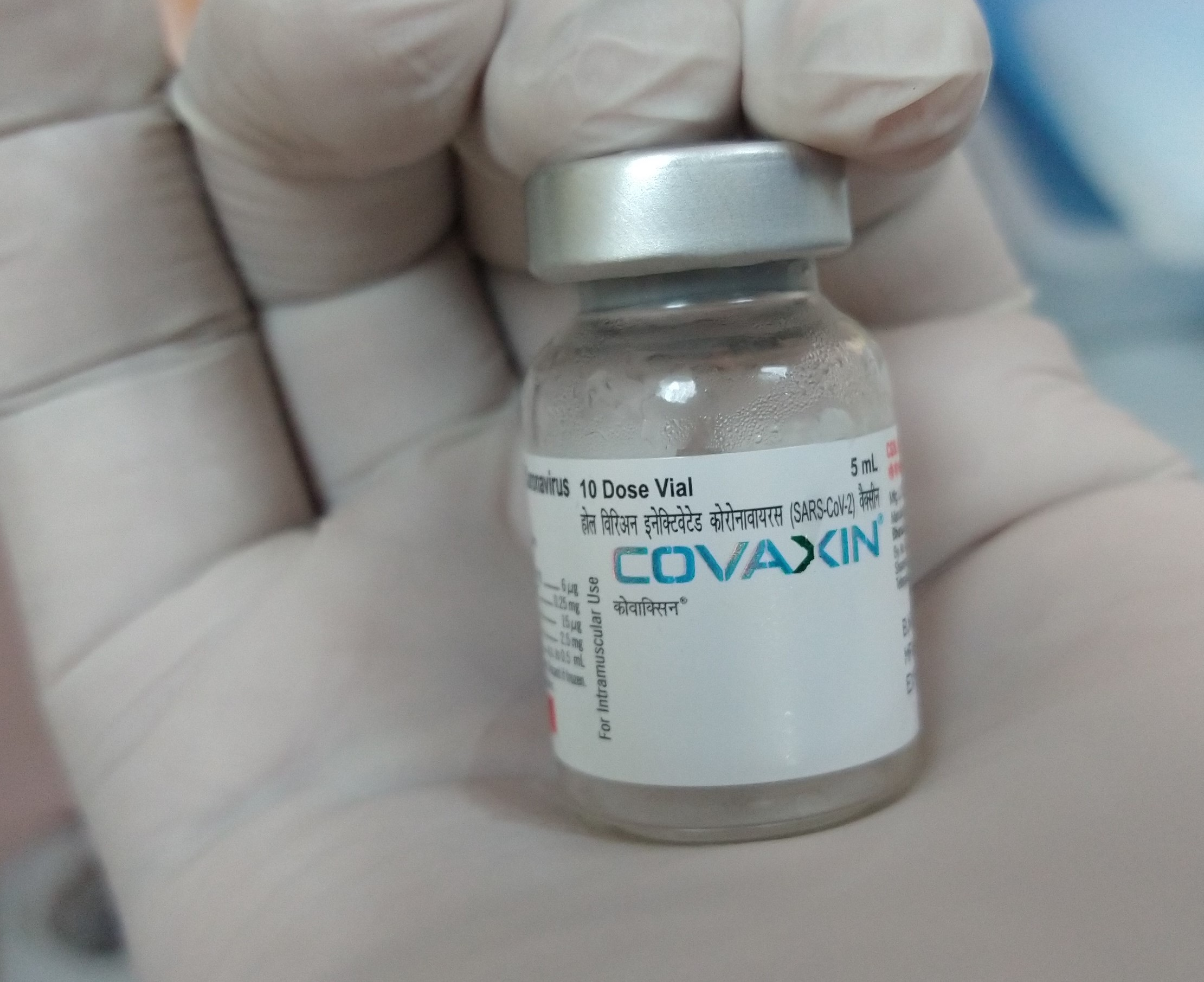
Lahvička Covaxinu používaná v soukromé nemocnici v Bengaluru v Indii

Dne 6. prosince 2020 společnost Bharat Biotech požádala Indického generálního kontrolora léků o povolení k nouzovému použití. Byla to třetí společnost po Indickém sérovém institutu a společnosti Pfizer, která o toto povolení požádala.
Dne 2. ledna 2021 doporučila indická organizace Central Drugs Standard Control Organization toto povolení udělit. Povolení bylo uděleno následující den. Covaxin měl být používán v „režimu klinického hodnocení“, tj. veřejné očkování mělo být samo o sobě otevřenou, jednoramennou klinickou studií. Toto nouzové schválení, udělené bez zohlednění údajů z fáze III klinické studie týkající se účinnosti a bezpečnosti, vyvolalo širokou kritiku. Dne 12. října 2021 byl Covaxin společnosti Bharat Biotech schválen pro použití u dětí ve věku od 2 do 18 let.

#### Ostatní státy
Vakcína byla schválena pro nouzové použití také v Íránu a Zimbabwe. Nepál udělil povolení pro Covaxin dne 19. března 2021. Dne 7. dubna Mexiko vydalo nouzové povolení pro Covaxin. Dne 19. dubna 2021 schválily nouzové použití Filipíny. Navíc Covaxin získal povolení k nouzovému použití v Guatemale, Nikaragui, Guyaně, Venezuele a Botswaně.
Dne 31. března brazilský zdravotní regulátor Anvisa zamítl žádost společnosti Bharat Biotech o dodávání Covaxinu v zemi kvůli nedodržení výrobních norem. Bharat Biotech uvedl, že po splnění požadavků o povolení znovu požádají. Dne 4. června schválil regulátor Anvisa výjimečné dovozy Covaxinu a stanovil podmínky, které jej omezují hlavně na zdravé dospělé a omezil aplikaci vakcíny pouze na 1 % populace země, aby mohla být zvládnuta případná rizika prostřednictvím kontroly a dohledu nad vedlejšími účinky. Regulátor Anvisa tyto kroky zdůvodnil obavami z nedokončené klinické studie fáze III. Dále viděl problém v krátkém 45denní sledování, které by mělo podle mezinárodních dohod trvat 60 dní a v nové imidazochinolinovém přídavku, který může zvýšit šanci na rozvoj autoimunitního onemocnění. Dne 30. června brazilské regulační orgány dohodu pozastavily a federální žalobci zahájili vyšetřování, aby prošetřili obvinění z nesrovnalostí. Regulátor Anvisa zrušil probíhající klinické studie vakcíny 26. července a 27. července pozastavil dočasné povolení a povolení k dovozu a distribuci.
Mauricius obdržel svou první komerční dodávku Covaxinu dne 18. března 2021.
29. března 2021 obdržela Paraguay 100 000 dávek Covaxinu.
V červnu 2021 Argentina souhlasila s nákupem 10 milionů dávek Covaxinu a následným podáváním této vakcíny svým občanům.
Dne 3. listopadu 2021 schválila Světová zdravotnická organizace vakcínu pro nouzové použití.